# 영어완전정복
"영어완전정복"은 2003년에 개봉한 대한민국의 영화이다.

## 캐스팅
- 이나영 : 나영주 역
- 장혁 : 박문수 역
- 안젤라 켈리 : 캐서린 역
- 나문희 : 문수 모 역
- 김용건 : 영주 부 역
- 김영애 : 영주 모 역
- 김인문 : 외조부 역
- 문미봉 : 외조모 역
- 정상훈 : 영주동생 역
- 이창환 : 리차드 역
- 백마리(에경) : 졸리 역
- 정석용 : 타이슨 역
- 황금별 : 베티 역
- 최주봉 : 동장 역
- 신철민 : 이주사 역
- 강남영 : 보경 역
- 이소은 : 문영 역
- 한무 : 지하철신문남 역
- 벤자민 디니노 : 토니 역
- 김선화 : 사모님 역
- 이원준 : 오리 남 역
- 이정학 : 버스기사 역
- 조한회 : 억센아줌마 역
- 조재균 : 홍 주임 역
- 신범식 : 덩치남 역
- 장지수 : 미스 리 역
- 코롤 : 탱크걸 역
- 류태연 : 접수원 역
- 이현수 : 영어꼬마 역
- 이승민 : 호텔여직원 역
- 조성철 : 별보이 역
- 허울 : 소변남 역
- 이형섭 : 상사 역
- 구본길 : 말뚝병사 역
- 권한섭 : 버스승객 역
- 강윤성 : 바사회자 역
- 제시 : 바가수 역
- 정석원 : 모범택시기사 역
- 고정선 : 닮은여자 역
- 김진리 : 닮은여자 역
- 김태환 : 닮은남자 역
- 안민정 : 유정 역
- 한선순 : 동사무소직원 역
- 김병진 : 동사무소직원 역
- 오영숙 : 동사무소직원 역
- 김정순 : 동사무소직원 역
- 정길종 : 공익요원 역
- 유진 : 아기 역
- 김기풍 : 학원생 역
- 이동득 : 학원생 역
- 김재하 : 학원생 역
- 현대성 : 학원생 역
- 전재원 : 학원생 역
- 장안나 : 학원생 역
- 조영화 : 학원생 역
- 안나연 : 학원생 역
- 황병국 : 행인 역
- 홍성훈 : 행인 역
- 김정화 : 시골노인 역
- 박교식 : 시골노인 역
- 조흥규 : 시골노인 역
- 오승영 : 시골노인 역
- 손현숙 : 시골노인 역
- 윤숙이 : 시골노인 역
- 필립 마이클 아놀드 : 시골외국인 역
- 델리 : 데즈리바이커 역
- 김중자 : 전통무용수 역
- 한진자 : 경기명창 역
- 최은희 : 경기명창 역
- 신경숙 : 경기명창 역
- 유민주 : 빅토리아 (문수 동생) 역
- 신범식 : 덩치남 역
- 유해진 : 지하철승객 역 (우정출연)
- 이범수 : 지하철승객 역 (우정출연)
- 정두홍 : 테러리스트 역 (우정출연)
- 김인권 : 전역병장 역 (우정출연)
- 전재형 : 극장남 역 (우정출연)

## 수상
- 2004년 제5회 가치봄영화제 상영작
- 2004년 제4회 뉴욕 아시아 영화제 한국영화
- 2005년 제9회 판타지아 영화제 장편 영화